# Chelly Drost
Chelly Drost (Uithoorn, 1995) is een voormalig voetbalster van o.a Telstar, Ajax en Sc Heerenveen. Na 2 seizoenen te hebben gespeeld bij CTO Amsterdam maakte ze der overstap naar de Ajax Vrouwen. Hier kwam ze in zeven wedstrijden binnen de lijnen en maakte ze één goal. Na 1 seizoen bij Ajax maakte ze de overstap naar Sc Heerenveen. Hier kwam 21 wedstrijden voor in actie. Na Heerenveen besloot ze dichter bij huis te gaan voetballen en speelde 2 seizoen voor de Telstar vrouwen.
Na Telstar richtte zich op haar maatschappelijke carrière en ging ze een niveau lager voetballen. In de topklasse vrouwen speelde ze bij sc Buitenveldert en kwam ze uiteindelijk terecht bij Wartburgia.
Toen Telstar in 2022/23 in de Vrouwen Eredivisie uitkwam, ging Drost weer een seizoen voor Telstar uitkomen.
1 Steen ·
2 Donker ·
3 Hermans ·
4 Takeshige ·
5 Ridder ·
6 Remijnse ·
7 Verhoeve ·
8 Gomez ·
9 Van Belen ·
10 Kira ·
11 Hassani ·
12 Van de Pol ·
13 Blomquist ·
14 Nottet ·
15 Daalman ·
16 Rispens ·
17 Lagcher ·
18 Vader ·
19 Vis ·
20 Tiebie ·
21 Berrevoets ·
22 Van den Heuvel ·
23 Van der Vlist ·
24 Ursem ·
41 Schoorl ·
Coach: Engelkes